# Маска срама
Маска срама је блажи облик средњовековних справа за мучење. Она се закључавала на глави оптуженог и он није могао да је скида током издржавања казне. 

## Историјат
Прве трагове оваквих маски оставио је Либаније (грч. Λιβάνιος, око 314-око 394) старогрчки, односно рановизантијски писац и учитељ реторике у својим „Говорима“ из 389. године у којима описује неправедно оштре казне Еутропија римског гувернера Сирије за мања кривична дела. Тачније, он није осуђивао само на бичевање до смрти, већ је дан пре егзекуције предузимао рафинирано омаловажавање навлачећи на главу кажњеника маску са ликом магарца (оноцефалну маску, ὀνο- префикс који се односи на магарца (ὀνοτρόφος власник магарца) и κεφαλή - глава). Сврха је била да се побуди ведрина и смех на штету кривца, његове сузе биле су скривене, а сажаљење гледалаца је сузбијено. Овоме је доприносило и звоно које је било саставни део маске. 
Многи писци, као Зенон Александринац, доводе у везу овај сурови обичај и са кажњавањем хришћана јер су пагани током раног хришћанства приказивали хришћанског Бога "Deus Christianorum" са магарећом главом „caput asini“, а веру Јевреја и раних хришћана називали онолатријом (обожавањем магарца).
Маске срама егзистирају током средњег века и добијају разне друге облике. У Европи су примењиване до XVIII века, а ређе и после тога.
- Пагански графити из II века на коме Алексаменос (војник хришћанин) обожава распетог магарца „Алексаменос поштује Бога“ (ΑΛΕΞΑΜΕΝΟΣ ΣΕΒΕΤΕ ΘΕΟΝ).
- Средњовековна маска срама са магарећим ушима (Изложба "Средњовековне справе за мучење", Калемегдан 2016).
- Средњовековна маска срама (Изложба "Средњовековне справе за мучење", Калемегдан 2016).
- Средњовековна маска срама (Изложба "Средњовековне справе за мучење", Калемегдан 2016).

## Циљ кажњавања
Маска срама узроковала је две различите повреде: духовне и физичке. Жртве су биле изложене јавним исмевањима и истовремено биле физички мучене. Маске су понекад имале са унутрашње стране делове, попут куглице или плочице, које су улазиле у уста или нос жртве, спречавајући да он или она вичу и вриште.
Кривац је био приморан да носи ову маску у јавности, тако да је она деловала и као казна, али и одвраћање других од сличних злодела. Маска је била богато декорисана и сваки занатлија је правио свој сопствени модел. Нијe сасвим јасно за које се све преступе користила ова маска. Зна се да је примењивана за кажњавање жена које cy се неприкладно облачиле. Циљ ове казне био је стварање осећаја непријатности и урушавање угледа кажњeника.
Маска са дугим ушима требало је да асоцира на особу глупу као магарац, док је она са њушком или свињским лицем требало да подсећа на прљавштину.